# Мэри-д’Иври (станция метро)
Мэри-д'Иври (фр. Mairie d'Ivry) — конечная станция линии 7 Парижского метрополитена, расположенная в городе Иври-сюр-Сен. Названа по расположению поблизости от мэрии города.

## История
- Станция открылась 1 мая 1946 года в конце пускового участка Порт-д'Иври — Мэри д'Иври, первого участка линии 7, вышедшего за пределы Парижа.
- Пассажиропоток по станции по входу в 2011 году, по данным RATP, составил 2 973 671 человек[2]. В 2012 году он вырос до 2 997 840 человек[3], а в 2015 году на станцию вошли 3 003 702 пассажира (179 место по уровню входного пассажиропотока в Парижском метро)[4]

## Путевое развитие
Станция состоит из трёх путей и двух платформ: на боковой платформе производится только высадка пассажиров, на островной — только посадка. За станцией расположен трёхпутный тупик, средний путь которого предназначен для оборота поездов, боковые — для отстоя составов.

## Галерея

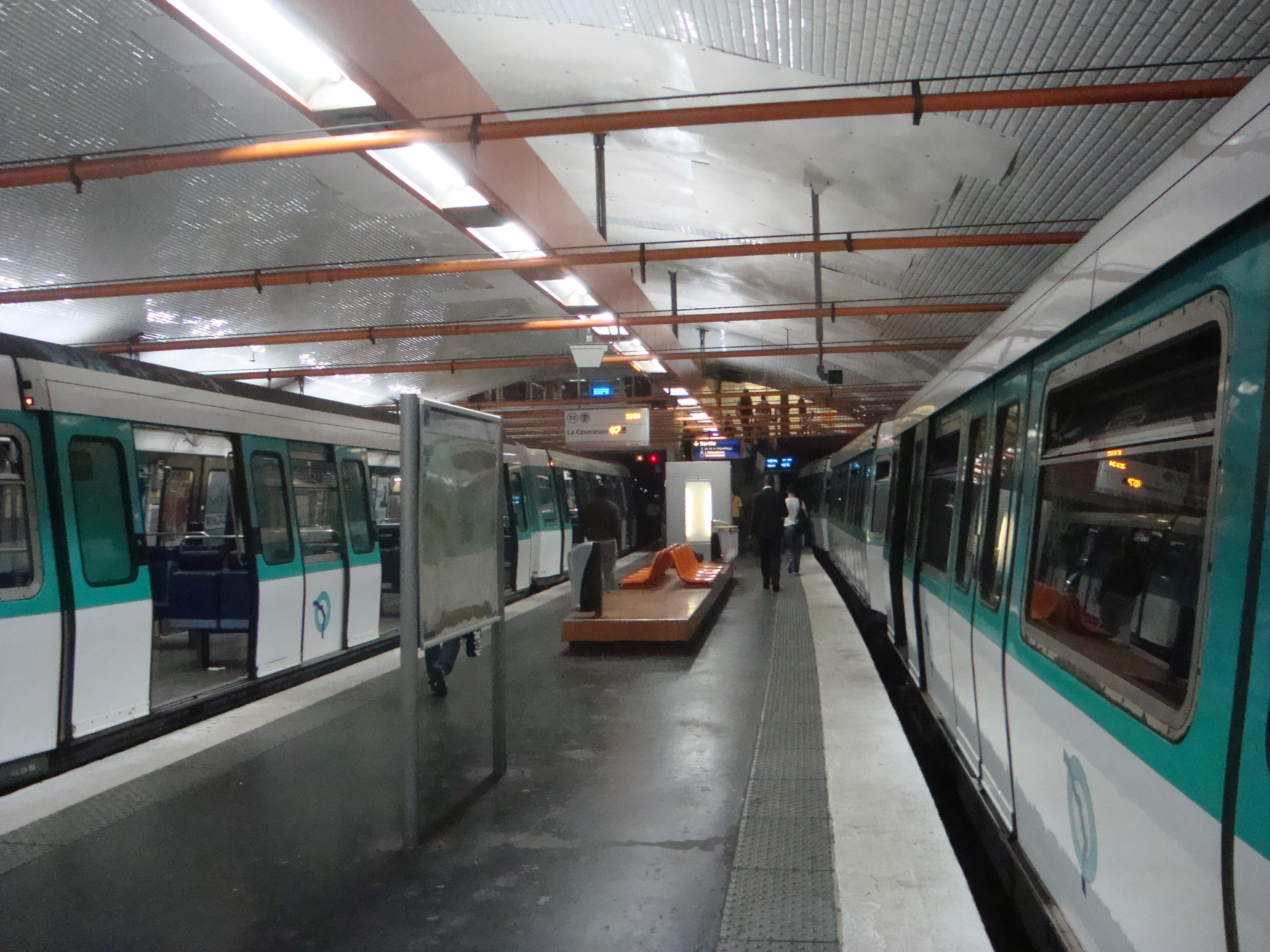
Отстой поездов возле островной платформы